# 长果海桐
长果海桐（学名：Pittosporum pauciflorum var. oblongum）为海桐花科海桐花属下的一个变种。